# Medianeira (Porto Alegre)
Medianeira é um bairro da zona central da cidade de Porto Alegre, capital do estado  do Rio Grande do Sul, Brasil. Foi criado pela Lei 1762 de 23 de julho de 1957, com limites alterados pela Lei 4626 de 21 de dezembro de 1979. Foi o primeiro bairro criado por lei.

## Histórico[1]
O nome Medianeira é atribuído à paróquia eclesiástica que ali se localiza.
Em seus primórdios, a região era definida como local de travessia para a chegada em outros pontos mais expressivos da cidade como, por exemplo, o Arraial do Menino Deus.

## Características atuais
O bairro Medianeira ainda preserva muito de seu passado, o que pode ser percebido através da quantidade de casas com características arquitetônicas correspondentes ao início do século XX.
Conta com instituições que remontam mais de cem anos, como o Club Grêmio Gaúcho, inaugurado em 1898 pelo militar João Cezimbra Jacques, com objetivo de exaltação da tradição gaúcha. Mas, com o tempo, o clube foi se distanciando de sua proposta original. Possui ainda, uma instituição bastante antiga, o Colégio Maria Imaculada, fundado em 21 de novembro de 1933.
O bairro também abriga o Estádio Olímpico Monumental, do Grêmio Foot-Ball Porto Alegrense, que fica nos limites com o bairro vizinho da Azenha. Entretanto, como o acesso se dá por este último - e, para confundir, por uma avenida homônima ao bairro -, muitas pessoas acreditam que o referido estádio fica no bairro Azenha, o que é uma inverdade.
O Medianeira é bem servido por linhas de ônibus de diversas empresas, e possui um expressivo comércio local.

### Pontos de referência
Áreas verdes
- Praça Alcides Maia
- Praça Cícero do Amaral Viana
- Praça Doutor Josetti
- Praça George Black
- Praça Recanto dos Amigos

Educação

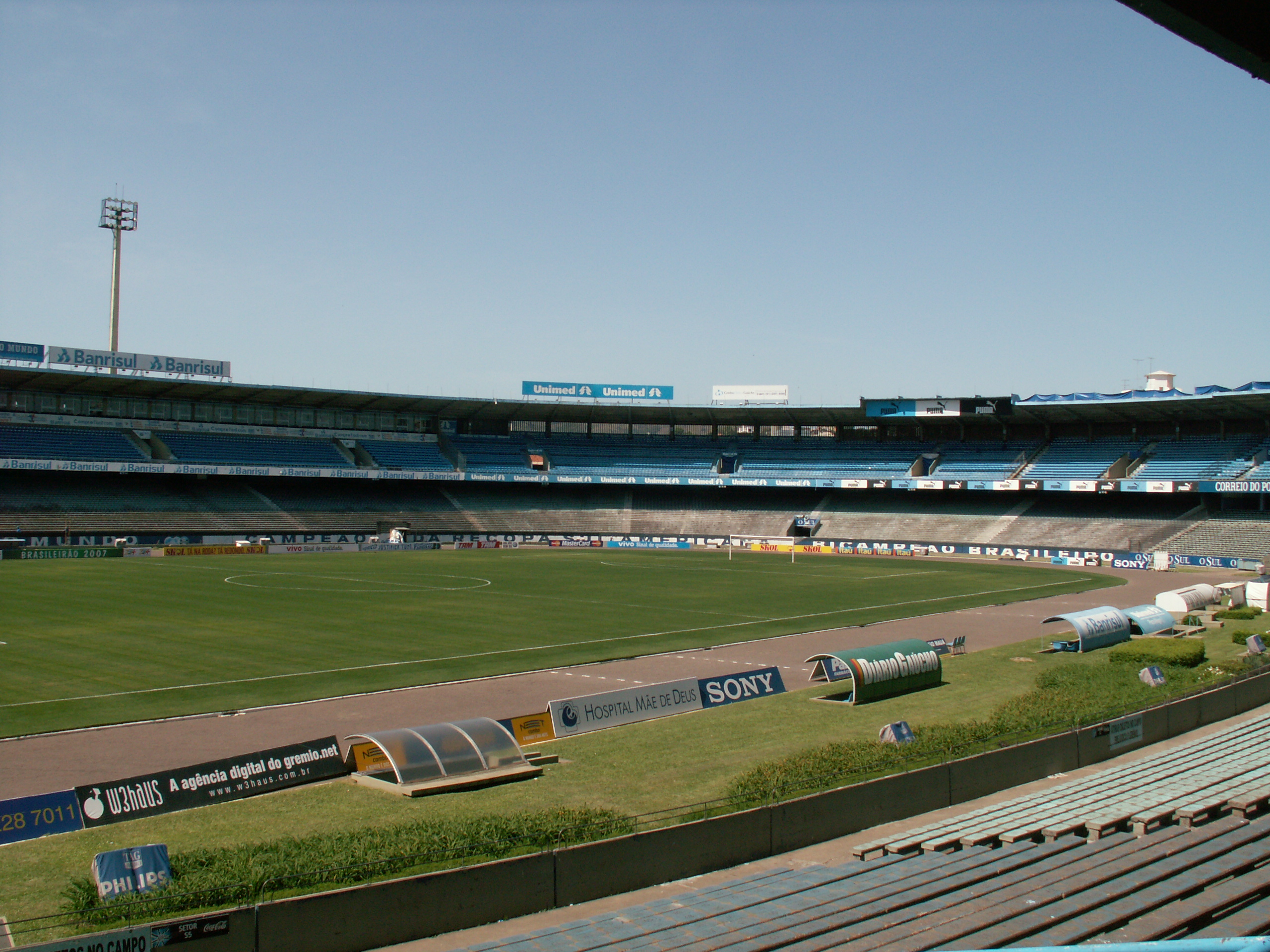
Estádio Olímpico Monumental

- Escola de Ensino Fundamental Venezuela
- Colégio Municipal Emílio Meyer
- Escola Estadual de Ensino Fundamental Medianeira
- Escola de Ensino Médio Maria Imaculada

Outros
- Cemitério São José[6]
- Cemitério Ecumênico João XXIII[7][8]
- Estádio Olímpico Monumental[9][10]
- Igreja Nossa Senhora Medianeira
- Igreja do Evangelho Quadrangular

## Limites atuais
Ponto inicial e final: encontro da Rua Mariano de Matos com a Avenida José de Alencar; desse ponto segue pela Avenida José de Alencar até a Avenida Doutor Carlos Barbosa, por essa até a Avenida Porto Alegre, por essa até a Avenida Professor Oscar Pereira, por essa até a Rua Caldre Fião, por essa até a Rua Marieta, por essa até a Rua Águas Mortas, por essa até a Rua Martim Minaberry, por essa até a Rua Dom João VI, por essa até a Avenida Professor Oscar Pereira, por essa até a Rua Nunes, por essa até a Rua General Gomes Carneiro, por essa até a Rua Catumbi, por essa até a Rua Professor Clemente Pinto, por essa até a Avenida Moab Caldas, por essa até a Rua Mariano de Matos, por essa até a Avenida José de Alencar, ponto inicial.
Seus bairros vizinhos são: Azenha, Santa Tereza, Teresópolis, Glória e Santo Antônio.